# 朱金泰
朱金泰（？—），中國当代作家，独立学者，篆刻家。先后做过报刊记者、主编、电视导演、制片人。湖南双峰县人，现居长沙。重要文学期刊《当代》杂志发表过《官病》等长篇小说，出版过《赶尸笔记》、《老爷子》、《官疗》等畅销小说与历史人物传记《湘军之父罗泽南》。作品被耶鲁大学、澳大利亚国家图书馆等学术机构收藏。小说屡屡被盗版印刷或盗用，其中《赶尸笔记》出版5天即发现盗版。是第一个以个人名义起诉百度文库侵权并获赔的作家，也是第一个起诉美国苹果公司侵权的中国作家。

## 文学作品
- 《官病》 2011年文学期刊《当代》长篇小说选刊头条刊发20万字。[7][8]
- 《湘军之父罗泽南》 2009年12月上海古籍出版社（近现代历史人物传记）
- 《老爷子》 2010年1月湖南文艺出版社（反腐小说）
- 《赶尸笔记》 2010年10月湖南文艺出版社（惊悚灵异小说）
- 《官疗》 2011年5月江苏人民出版社（官场小说）

## 相关文学评论
- 《开拓官场小说“警世”的新主流境界——评朱金泰长篇小说〈老爷子〉》 作者：中国社科院博士后刘绪义教授[9]

- 《多一些“护法神”，少一些“老爷子”——读〈老爷子〉兼议企业成长的代价》 作者：北京大学领导力研究中心副主任杨思卓教授[10]

- 《灵魂期待救赎——读朱金泰长篇小说〈官疗〉》 作者：伍奕平[11]

- 《“科举”是比“死人”更可怕的僵尸——读朱金泰长篇小说〈赶尸笔记〉》作者：傅春桂[12]